# Maria van Baden (1782-1808)

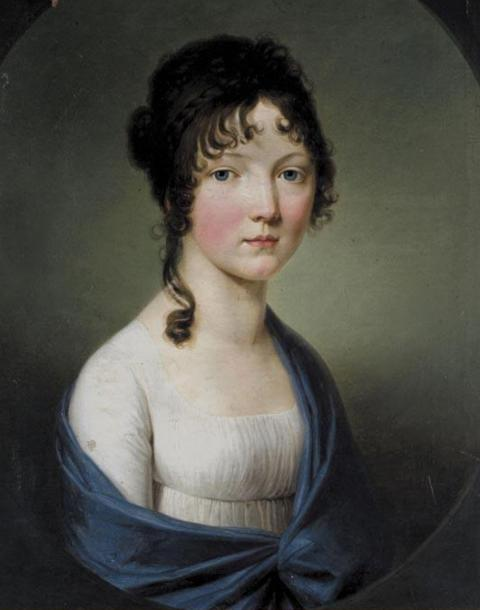
Maria van Baden

Maria Elizabeth Wilhelmina (Karlsruhe, 7 september 1782 – Bruchsal, 20 april 1808) was prinses van Baden. Ze was een dochter van erfprins Karel Lodewijk van Baden en Amalia van Hessen-Darmstadt.
Op 1 november 1802 huwde zij te Karlsruhe met hertog Frederik Willem van Brunswijk-Wolfenbüttel. Het paar kreeg twee kinderen:
- Karel (1804 – 1873), hertog van Brunswijk 1815-1830
- Willem (1806 – 1884), hertog van Brunswijk 1830-1884